# Джон Коліус
Джон Коліус (англ. John Kolius, 1 квітня 1951) — американський яхтсмен.
Срібний призер Олімпійських Ігор 1976 року в класі Солінґ.